# Mühlau (Zwitserland)
Mühlau is een gemeente en plaats in het Zwitserse kanton Aargau en maakt deel uit van het district Muri.
Mühlau telt 1.002 inwoners.